# Božja milost
Božja milost je verski izraz, ki označuje dar, ki ga Bog v svoji naklonjenosti in dobroti podeli posamezniku ali skupini oseb. Prejemnikove zasluge pri tem nimajo pomena, saj gre za dar in ne za nekakšno plačilo, vendar pa je pomembna prejemnikova odprtost oziroma sprejemljivost. 
V najširšem pomenu se milost nanaša na vse Božje darove človeštvu, torej tudi na stvarstvo, življenje in odrešenje. Milosti so lahko telesne (npr. ozdravljenje, rojstvo otroka, srečna vrnitev domov) ali duhovne (npr. spoznanje resnice, spreobrnjenje, odpuščanje, zveličanje). 

## Milost v Svetem pismu
Sveto pismo Stare zaveze ne pozna ene same besede, ki bi povsem ustrezala našemu pojmu milosti. Zanjo uporablja več različnih besed, od katerih vsaka izraža določen vidik. Tako npr. hebrejska beseda chesed označuje predvsem dobrohotnost in sicer v povezavi z zavezo med Bogom in izvoljenim ljudstvom: da zaveza zaradi številnih napak in spodrsljajev ljudstva ne propade, sta potrebni Božja zvestoba in dobrohotna potrpežljivost. Še drugi hebrejski besedi sta hanam in raham. Prva pomeni prostovoljni dar naklonjenosti, druga pa usmiljenje in sočutje, lahko tudi milostno obnovo porušenega odnosa. Vsi ti pojmi se nanašajo na Božjo izbiro Izraelcev kot izvoljenega ljudstva in na Božjo odločenost, da jih ne zapusti kljub njihovemu nespoštovanju zaveze. S pojmom milosti je povezana tudi hebrejska beseda khen, ki pomeni  milostljivost, prijaznost in ustrežljivost. Ta beseda je uporabljena na primer, ko Stara zaveza govori o pravičnem Noetu (1 Mz 6,8-9) in o preroku Mojzesu (2 Mz 33,17) , ki sta »našla milost v Gospodovih očeh«. V Knjigi pregovorov se nanaša hkrati na Boga in ljudi: »Dobrota in zvestoba naj te ne zapustita… Tako boš našel milost in dobro dojemljivost pri Bogu in pri ljudeh« (Prg 3,3-4).
V svetopisemskih besedilih Nove zaveze je za »milost« navadno uporabljena grška beseda starogrško χαρις: charis, ki dobesedno pomeni »dar«. Jezus sam te besede ni velikokrat uporabljal, vendar pa je iz številnih prilik moč dokaj natančno razbrati njegov nauk o milosti. Med drugim je učil, da milost prihaja le od Boga in je njegov zastonjski dar. V tem smislu so še posebej značilne prilike o plačilu oz. nagradi delavcem v vinogradu (Mt 20,1-16), o usmiljenem Samarijanu (Lk 10,30-37)  ter o izgubljenem sinu (Lk 15,11-32). Poudaril je tudi potrebnost milosti za človeka, ki se sam ne more opravičiti - npr. v priliki o farizeju in grešniku, ki molita v templju (Lk 18,11-14), ali z obljubo zveličanja spokorjenemu razbojniku, s katerim sta bila skupaj križana (Lk 23,39-43). Apostoli so Jezusov nauk povzeli in dalje razvili zlasti v luči njegovega trpljenja, smrti in vstajenja. Tako beremo v Pavlovih pismih, da »…so vsi grešili in so brez Božje slave, opravičeni pa so zastonj po njegovi milosti, prek odkupitve v Kristusu Jezusu« (Rim 3,24), ter na drugem mestu: »V njem, po njegovi krvi imamo odkupitev, odpuščanje prestopkov po bogastvu njegove milosti« (Ef 1,7).

## Milost v krščanstvu
Krščansko pojmovanje Božje milosti vključuje vse pomene, kot so našteti v zgornjih odstavkih, a med njimi še posebej poudari enega: odrešenje v Jezusu Kristusu. Gre za najpomembnejši zastonjski dar ljudem, brez katerega bi bili prepuščeni posledicam izvirnega greha in svojih lastnih grehov, brez možnosti rešitve. Jezus pa s svojo spravno daritvijo na križu in s svojim vstajenjem razbije začarani krog zla ter ljudi, ki se mu pridružijo v njegovi Cerkvi, povede v novo življenje. Vendar milost odrešenja predpostavlja in celo zahteva človekov konkreten odgovor, ki naj se pokaže tudi v dobrih delih. Zelo pomenljiv je v tem smislu naslednji odlomek iz Pisma apostola Pavla Efežanom: »Bog, ki je bogat v usmiljenju, nas je zaradi velike ljubezni, s katero nas je vzljubil, čeprav smo bili zaradi prestopkov mrtvi, skupaj s Kristusom oživil… Z milostjo ste namreč odrešeni po veri, vendar to ni iz vas, ampak je Božji dar. Niste odrešeni iz del, da se ne bi kdo hvalil. Njegova stvaritev smo, ustvarjeni v Kristusu Jezusu za dobra dela; zanje nas je Bog vnaprej pripravil, da bi v njih živeli« (Ef 2,4-5.8-10). 
S tem v zvezi velja poudariti, da so razlike med katoličani in protestanti v razumevanju pomena Božje milosti za zveličanje v veliki meri presežene. Po več stoletjih razhajanj in sporov so v ekumenskem dialogu prišli do skupnega spoznanja, da »nas le po milosti ter veri v Kristusovo odrešilno delo in ne zaradi kakršnekoli naše zasluge Bog sprejema ter nam daje Svetega Duha, ki prenavlja naša srca ter nas usposablja in kliče k dobrim delom« (prim. 15. člen Skupne izjave glede nauka o opravičenju, ki so jo 31. oktobra 1999 v Augsburgu podpisali visoki predstavniki Rimskokatoliške Cerkve in Svetovne luteranske zveze).
Najpomembnejše sredstvo Božje milosti so zakramenti, ki jih Cerkev v Božjem imenu podeljuje vernikom. Med njimi je prvi sveti krst, po katerem posameznik postane deležen milosti odrešenja in je usposobljen za prejem še drugih zakramentov in posebnih milosti, ki jih le-ti posredujejo. 
Zakramenti so torej temeljnega pomena, niso pa edini način za prejem milosti. Kot že rečeno, krščanstvo razume Božjo milost mnogo širše. Sveta Terezija Deteta Jezusa (2.1.1873 – 1.10.1897) je v svojem dnevniku zapisala celo znameniti stavek »Tout est grâce«, »Vse je milost«. V tem smislu je vse, kar je dobrega, pa tudi težave in celo bolezen in smrt mogoče razumeti kot milost, če le človek po njih raste v ljubezni do Boga in bližnjega. 

## Dodatna literatura
- Katekizem katoliške Cerkve, SŠK, Ljubljana 1993, členi 1996-2005.